# AMOS (satélite)
AMOS é uma série de satélites de comunicação israelenses. Todos os satélites AMOS são operados pela Spacecom e foram desenvolvidos por sua parceria com a Israel Aerospace Industries (exceto o AMOS 5, que foi desenvolvido pela JSC/Reshetnev).

## Satélites da série
| nome    | fabricante                                    | lançamento                                                                                     | órbita          |
| ------- | --------------------------------------------- | ---------------------------------------------------------------------------------------------- | --------------- |
| AMOS 1  | Huyges Space                                  | 16 de maio de 1996                                                                             |                 |
| AMOS 2  | Israel Aerospace Industries                   | 28 de dezembro de 2003                                                                         | 4 graus leste   |
| AMOS 3  | Israel Aerospace Industries                   | 28 de abril de 2008                                                                            | 4 graus leste   |
| AMOS 4  | Israel Aerospace Industries                   | 31 de agosto de 2013                                                                           | 65 graus leste  |
| AMOS 5  | ISS Reshetnev (ex-NPO PM) Thales Alenia Space | O Amos 5 foi lançado com sucesso no dia 11 de dezembro de 2011 abordo de um foguete Proton-M.  | 17 graus leste  |
| AMOS 5i | Lockheed Martin/Astro Space                   | 28 de novembro de 1995                                                                         | 120 graus leste |
| AMOS 6  | Israel Aerospace Industries                   | Com lançamento previsto para meadas de 2016. Destruído numa explosão em 1 de setembro de 2016. |                 |
| AMOS 7  | Space Systems/Loral                           | 5 de agosto de 2014                                                                            | 4 graus oeste   |
| AMOS 8  | Israel Aerospace Industries MDA               |                                                                                                |                 |
| AMOS 17 | Boeing Satellite Systems                      | 6 de agosto de 2019                                                                            |                 |